# Буксгевден, Отто Оттович
Барон Отто Оттович (Отто Бальтазар) Буксгевден (нем. Otto Balthasar Freiherr von Buxhoeveden; 1839—1907) — российский правовед; тайный советник.

## Биография
Родился 5 (17) декабря 1839 года на острове Эзель в семье приходского судьи I округа Отто Магнуса и его жены Жанетты Вильгельмины, урождённой фон Гюне. Окончил Петербургское училище правоведения (1861), затем учился в Лейпциге (1861—1862) и Гейдельберге (1862—1863), посетил Францию, Англию и Шотландию.
С 1864 года — старший морской ревизор и с 1869 года — морской прокурор в Кронштадте. С 1893 года был товарищем военно-морского прокурора; 30 августа 1882 года был произведён в действительные статские советники, в 1895 году — в тайные советники. С 1896 года — член консультации при министерстве юстиции.
Был убит 12 (25) июня 1907 года своим психически больным сыном Эдгаром. Похоронен на Смоленском лютеранском кладбище.
Его библиотека в количестве 380 названий была передана в Санкт-Петербургский университет.
Был награждён орденами Св. Владимира 4-й (1878) и 2-й ст., Св. Анны 2-й ст. (1873) и 1-й ст., Св. Станислава 1-й ст. (1887).

## Общественная деятельность
В 1881 году совет Андреевского приходского попечительства избрал его председателем комиссии по сбору пожертвований для устройства Кронштадтского дома трудолюбия, основанного Иоанном Кронштадтским. В 1886 году им был основан Евангелический дом трудолюбия (мужской) (Б. Сампсониевский, 97) на средства, собранные у лютеранского купечества. Он организовал Комитет по размещению детей в крестьянских семьях при Обществе попечения о бедных и больных детях. Комитет начал свою деятельность с 1891 года; к концу первого года было размещено 20, а к концу 1893 года — уже 38 детей. В отдельные годы число детей, размещенных в колониях: Московская Славянка близ Царского Села, Фёдоровское около Павловска и немецкой колонии Кипен Петергофского уезда, доходило до 60.
23 декабря 1892 года было открыто общество «Муравей» (Фурштатская улица, 20), организованное с участием барона Буксгевдена по примеру французского «Societe des fourmis» и учреждённое 5 декабря 1891 года. В 1896 году он ознакомился с деятельностью 10 немецких работных домов, в 1901 году посетил воспитательно-исправительные заведения в Дрездене.
В 1896 году он стал учредителем Дома трудолюбия на Большой Охте (Б. Охтенский проспект,52); в 1897 году — Дома трудолюбия для детей-подростков Галерной Гавани (с 1899 года располагался на 13-й линии Васильевского острова, 8), а в 1898 году — Детского приюта трудолюбия для детей Сенной площади и Дома Вяземского (Фонтанка, 95).
В 1897 и 1899 годах Буксгевден основал два совершенно новых типа домов трудолюбия: Дом трудолюбия для образованных женщин на Знаменской (ныне — ул. Восстания, 28) и Дом трудолюбия для образованных мужчин на Надеждинской, 17 (ныне ул. Маяковского).
В 1901 году он познакомился с исправительными заведениями в Италии, в частности, посетил Генуэзский корабль-школу. В 1903 году он осмотрел портовые города России с целью учреждения в них приютов-кораблей и сбора пожертвований. На собранные в результате поездки деньги был учреждён детский приют-корабль в Таганроге; 14 ноября 1911 года в Кронштадте был открыт приют-корабль св. Стефана.
В 1902 году он рекомендовал устроить в Нижнем Новгороде специальный детский приют, в котором дети могли бы обучаться ремёслам.